# Crew Dragon Endeavour
Crew Dragon Endeavour (Dragon C206) è una capsula spaziale per il trasporto dell'equipaggio della serie Crew Dragon prodotto da SpaceX e costruito nell'ambito del Commercial Crew Program (CCP) della NASA. È stata utilizzata per la prima volta sulla missione Demo 2 che è stata lanciata in orbita a bordo del razzo Falcon 9 decollato dalla rampa di lancio LC-39A del Kennedy Space Center, in Florida, per la prima volta il 30 maggio 2020, verso la Stazione Spaziale Internazionale dove attraccò con successo il 31 Maggio al PMA-2/IDA-2 posto nel boccaporto anteriore del modulo Harmony alle ore 14:17 UTC con tre minuti di anticipo.
La navetta è stata battezzata "Endeavour" da Robert Behnken, Douglas Hurley in onore dello Space Shuttle Endeavour, il veicolo spaziale sul quale entrambi volarono per primi, rispettivamente nelle missioni STS-127 e STS-123. Il nome Endeavour è condiviso anche dal modulo di comando dell'Apollo 15.

## Storia
Originariamente il test di interruzione in volo avvenuto il 19 gennaio 2020, doveva utilizzare il prototipo Dragon C200 denominato DragonFly, tuttavia la SpaceX e la NASA considerarono più sicuro utilizzare una capsula rappresentativa invece della Dragon C200. Dopo il cambio di programma, il test avrebbe utilizzato la capsula C201 della missione Demo-1, tuttavia la capsula si distrusse in un'esplosione durante un test antincendio statico il 20 aprile 2019 presso la struttura della zona di atterraggio 1. La capsula C205, originariamente prevista per la missione Demo-2, fu utilizzata per il test di interruzione in volo, e la capsula C206 divenne la Crew Dragon Endeavour.

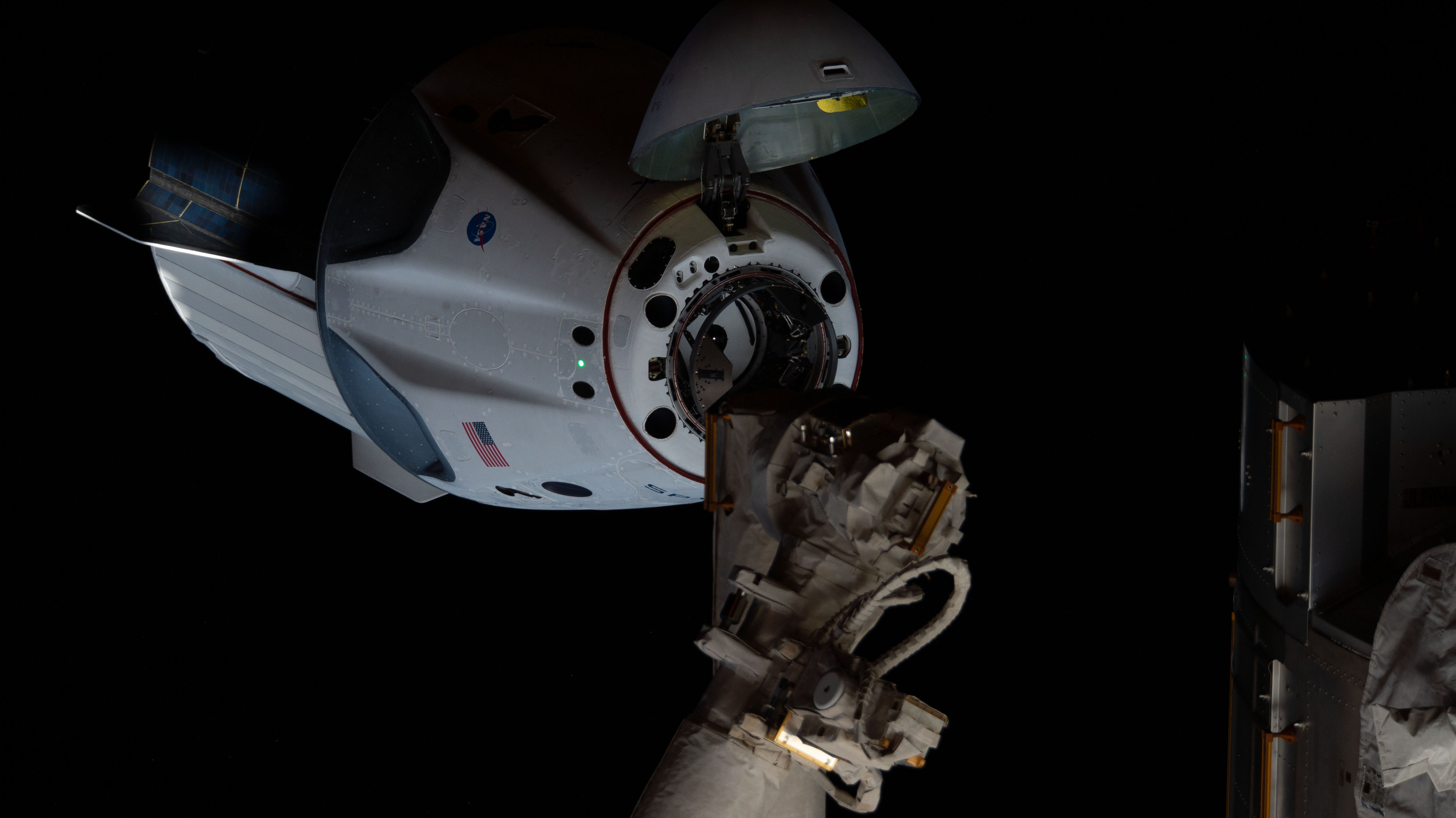
Endeavour in fase di attracco alla ISS durante la missione Demo-2.

## Utilizzo
La navetta Crew Dragon Endeavour sarà utilizzata principalmente per la rotazione dell'equipaggio della Stazione Spaziale Internazionale (ISS) insieme alla gemella Crew Dragon Resilience, per tale motivo al rientro di ogni missione la navetta sarà sottoposta a revisione completa prima di tornare a volare con l'equipaggio in una missione futura, per tale motivo non può effettuare due voli consecutivi almeno fin quando non entrerà in servizio la CTS-100 Starliner della Boeing.

## Voli
Di seguito la lista dei voli che ha effettuato e che effettuerà la navicella Crew Dragon Endeavour.
| Missione   | Patch | Data di lancio (UTC)           | Data di atterraggio (UTC)       | Equipaggio                                                                 | Durata                   | Osservazioni | Risultato |
| ---------- | ----- | ------------------------------ | ------------------------------- | -------------------------------------------------------------------------- | ------------------------ | --- | --------- |
| CrewDemo-2 |       | 30 maggio 2020, 19:22:45       | 2 agosto 2020, 18:48:06         | - Douglas Hurley - Robert Behnken                                          | 63 giorni                | È stata la missione del volo di prova con equipaggio della capsula Crew Dragon di SpaceX, battezzata "Endeavour" da Hurley e Behnken in onore dello Space Shuttle Endeavour , il veicolo spaziale sul quale entrambi volarono per primi, rispettivamente nelle missioni STS-127 e STS-123. È stato il primo volo orbitale con equipaggio di un veicolo statunitense dall'ultimo lancio del programma Space Shuttle avvenuto nel luglio del 2011 con la missione STS-135. | Riuscito  |
| Crew-2     |       | 23 aprile 2021 09:49, 09:49:02 | 9 novembre 2021 03:33, 03:33:16 | - Robert Kimbrough - Megan McArthur - Akihiko Hoshide - Thomas Pesquet     | 199 giorni               | Meno di una settimana dopo il volo inaugurale dell'Endeavour, la NASA ha dato l'approvazione a SpaceX per lancio di navette Dragon con equipaggio riutilizzate, tramite vettori Falcon 9 riutilizzati, a partire da questa missione2. Il lancio della seconda missione operativa SpaceX nel Commercial Crew Program è avvenuto il 23 aprile 2021, il rientro il successivo 9 novembre.                                                                                   | Riuscito  |
| Ax-1       |       | 8 aprile 2022 15:17:11         | 25 aprile 2022 17:06            | - Michael López-Alegría - Larry Connor - Mark Pathy - Eytan Stibbe         | 17 giorni                | Primo volo con equipaggio sotto contratto con Axiom Space. Primo volo completamente privato verso l'ISS | Riuscito  |
| Crew-6     |       | 2 marzo 2023 05:34             | 4 settembre 2023 04:17          | - Stephen Bowen - Warren Hoburg - Sultan Al Neyadi - Andrej Fedjaev        | 185 giorni               | Trasportati quattro dei membri dell'Expedition 69 sulla ISS. | Riuscito  |
| Crew-8     |       | 4 marzo 2024 03:53             | 25 ottobre 2024 07:29           | - Matthew Dominick - Michael Barratt - Jeanette Epps - Aleksandr Grebënkin | 235 giorni               | Trasportati quattro dei membri dell'Expedition 71 sulla ISS. La missione venne estesa per le problematiche alla navicella Boeing Starliner Calypso e le condizioni meteorologiche avverse nel sito di ammaraggio. | Riuscito  |
| Crew-11    |       | 1º agosto 2025 15:43           | Febbraio 2026 (pianificato)     | - Zena Cardman - Mike Fincke - Kimiya Yui - Oleg Platonov                  | 180 giorni (pianificato) | Trasportati quattro dei membri dell'Expedition 73/74 sulla ISS. | In orbita |

## Galleria d'immagini

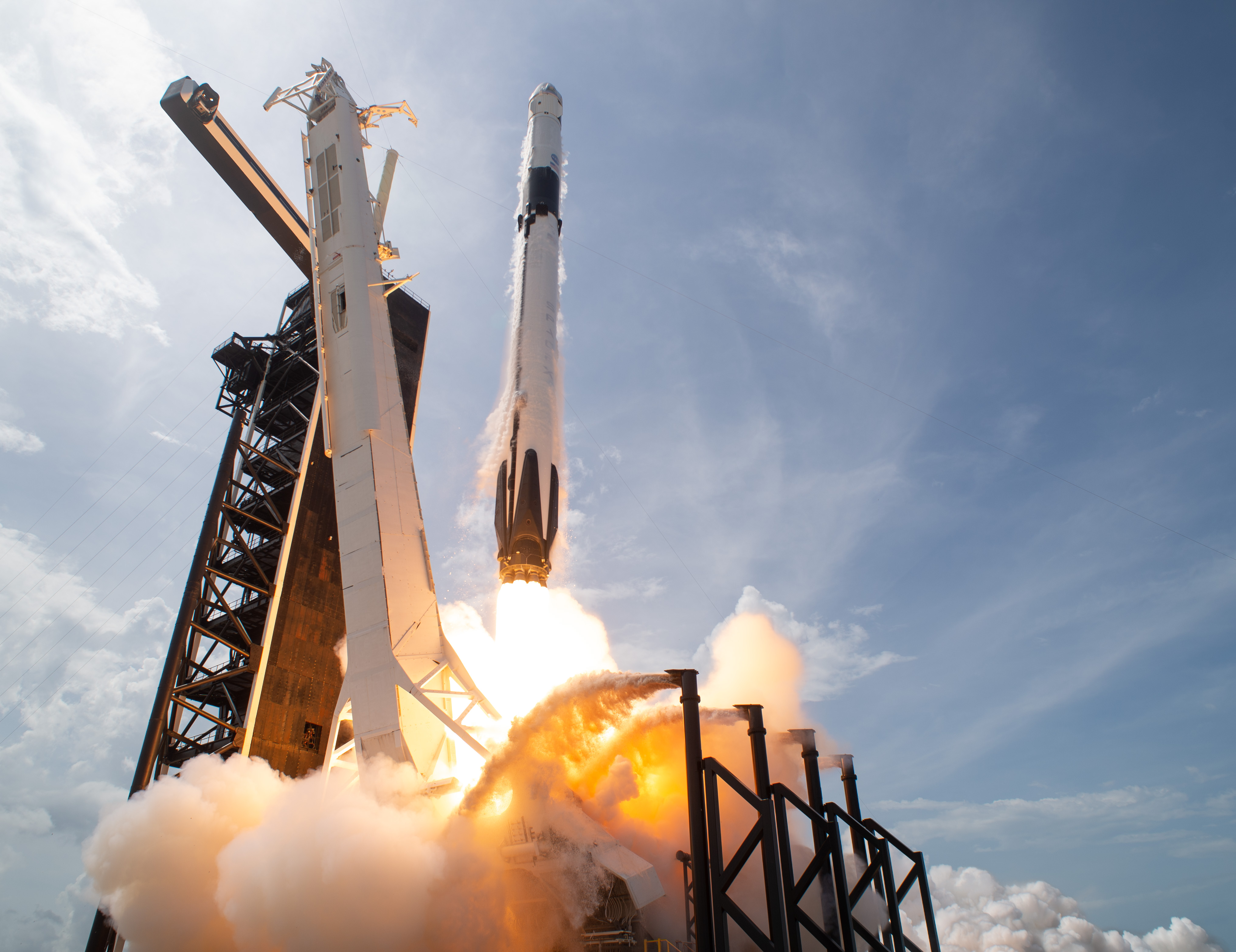
Navetta Crew Dragon Endeavor in fase di decollo a bordo del Falcon 9
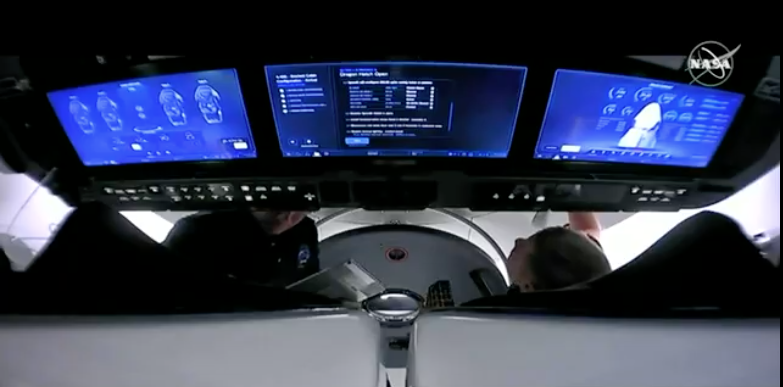
cabina di pilotaggio con schermi touch screen
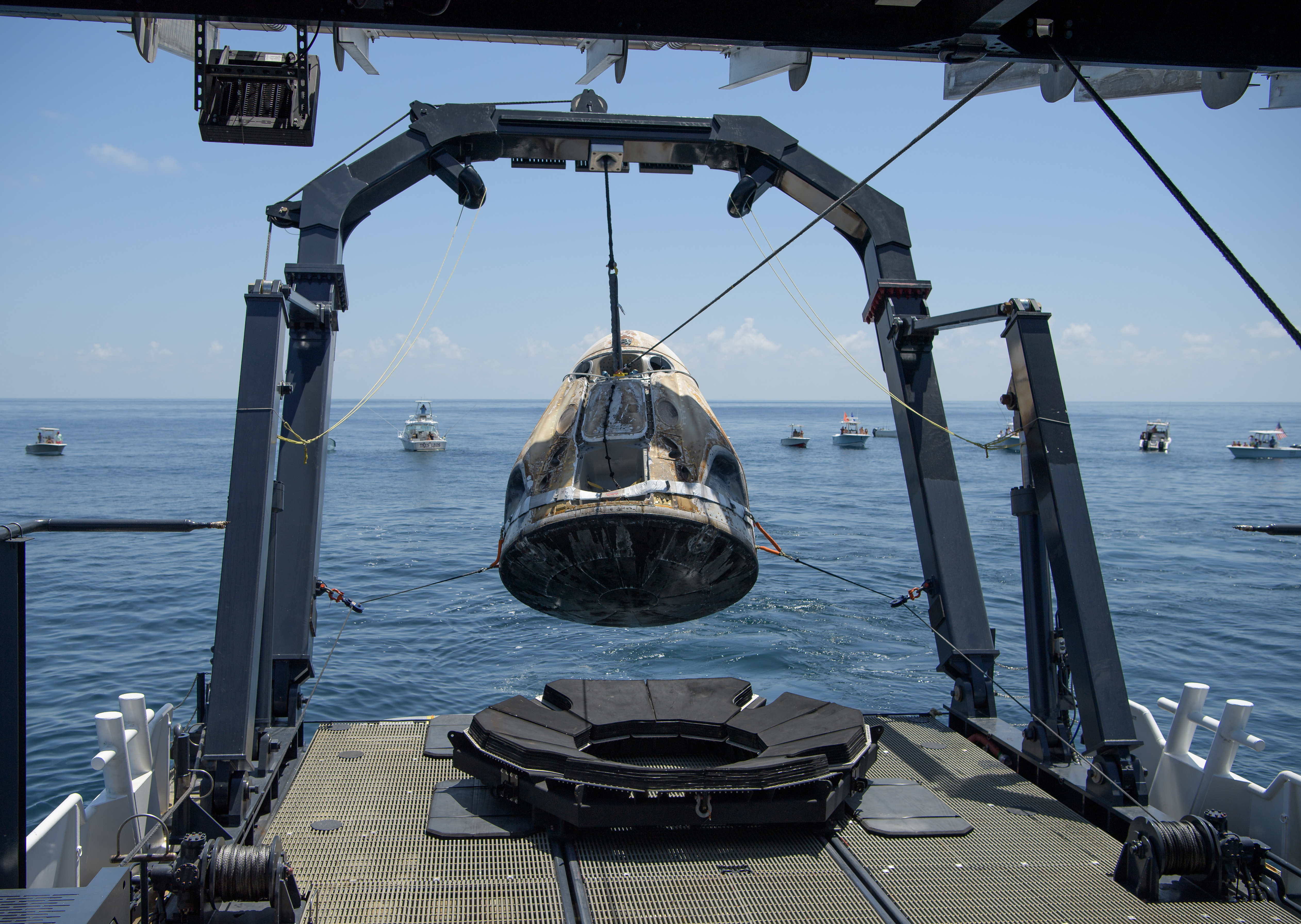
Recupero della navetta Endeavour dopo l'ammaraggio al termine della missione Demo-2
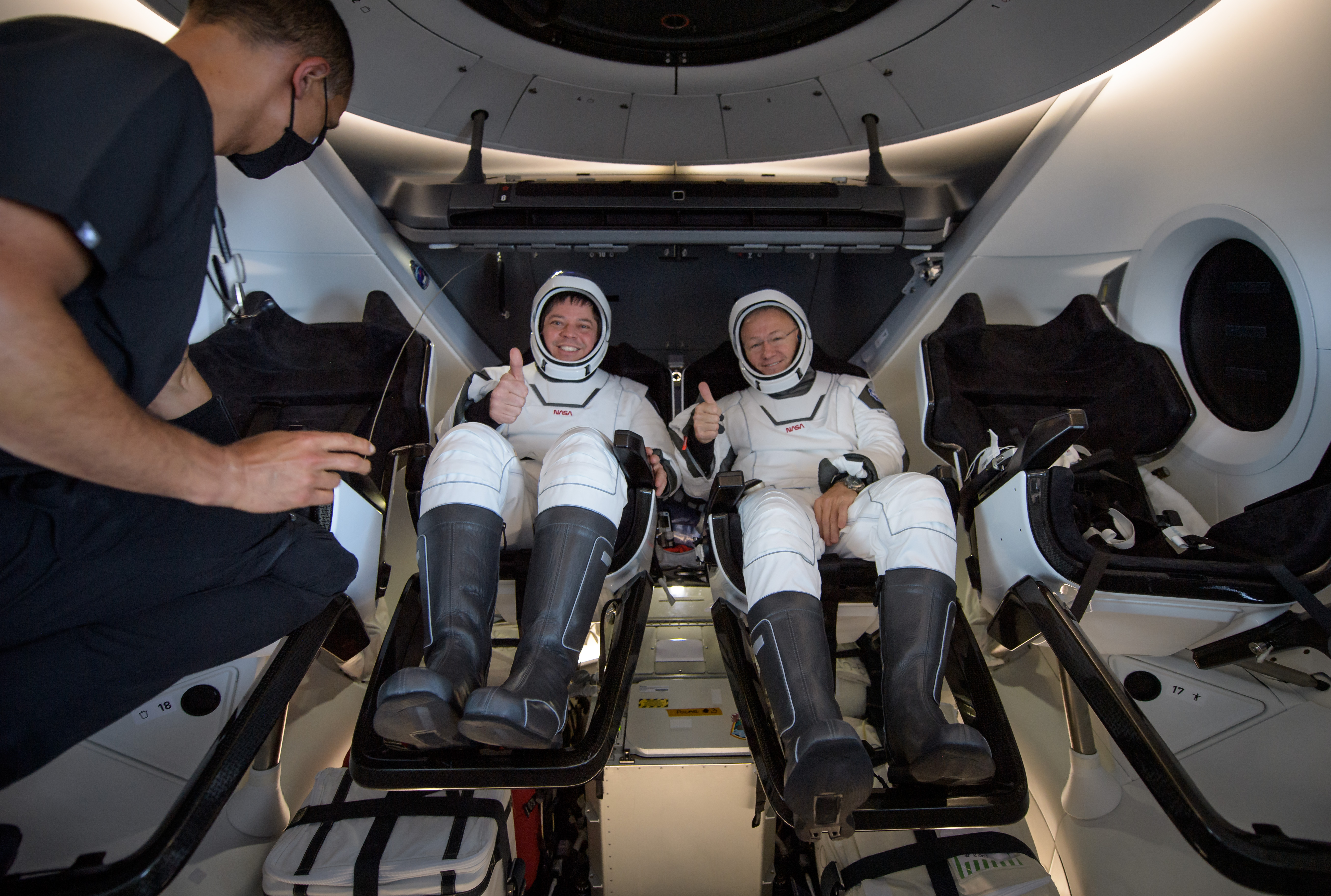
L'equipaggio della missione Demo-2 composto da Bob Behnken (a sinistra) e Doug Hurley (a destra) all'interno della Crew Dragon Endeavour a bordo della nave di recupero SpaceX GO Navigator poco dopo essere ammarata nel Golfo del Messico al largo della costa di Pensacola, Florida
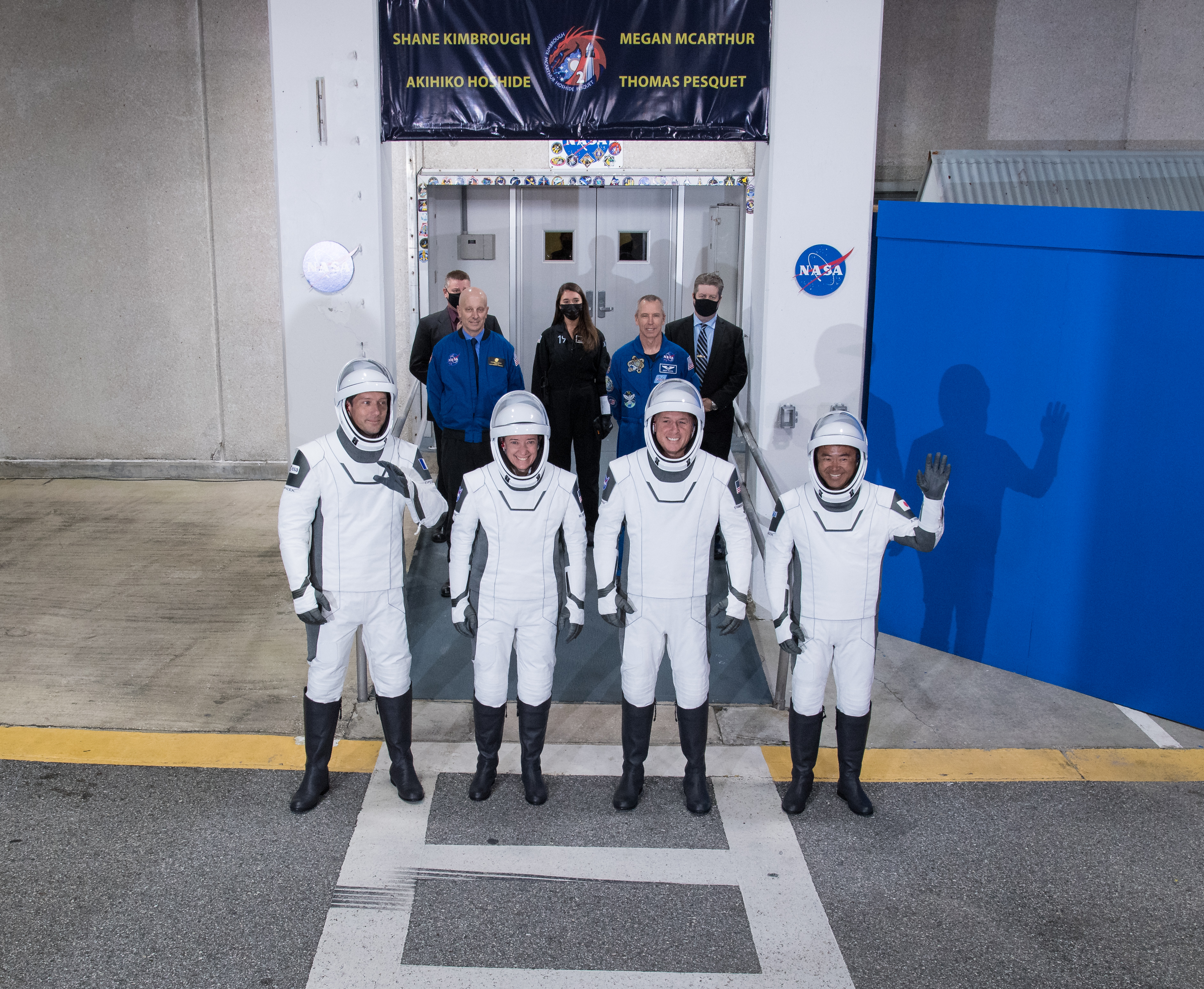
Equipaggio della missione Crew-2